# تیم ملی والیبال زنان کامبوج
تیم ملی والیبال زنان کامبوج (انگلیسی: Cambodia women's national volleyball team) تیم ملی والیبال مختص زنان کامبوجی است که به عنوان نماینده کامبوج در رقابت‌های رسمی و دوستانه با حریفان به رقابت می‌پردازند.